# Horná hora
Horná hora este o arie protejată (arie specială de conservare — SAC, sit de importanță comunitară — SCI) din Slovacia întinsă pe o suprafață de 132,85 ha, integral pe uscat.

## Localizare
Centrul sitului Horná hora este situat la coordonatele 48°12′28″N 18°42′50″E / 48.207801°N 18.71384°E.

## Înființare
Situl Horná hora a fost declarat sit de importanță comunitară în septembrie 2015 pentru a proteja un număr necunoscut de specii din flora spontană și fauna sălbatică aflate în arealul zonei. Situl a fost protejat și ca arie specială de conservare în octombrie 2017.

## Biodiversitate
Situată în ecoregiunea panonică, aria protejată conține 3 habitate naturale: Păduri panonice-balcanice de stejar turcesc - stejar sesil, Păduri panonice cu Quercus pubescens, Păduri panonice cu Quercus petraea și Carpinus betulus.
La baza desemnării sitului se află un număr nedeclarat de specii protejate.